# Massacre de Port Arthur
La massacre de Port Arthur va ser un tiroteig massiu ocorregut el 28 d'abril de 1996 a la presó colonial de Port Arthur, al sud-est de l'illa australiana de Tasmània. En l'atac van morir 35 persones -quatre d'elles menors d'edat- i altres 23 van resultar ferides, raó per la qual és considerat el tiroteig més greu comès per un sol home en la història d'Austràlia
El perpetrador va ser Martin Bryant, un jove de 29 anys amb discapacitat intel·lectual que va poder fugir del lloc i va ser detingut l'endemà, després d'atrinxerar-se en un hotel proper amb un ostatge. Per cometre els crims es va valer de fusells semiautomàtics que havia comprat sense llicència, una cosa llavors possible perquè Tasmània era un dels estats més permissius amb la tinença d'armes.
La gravetat de el cas va servir perquè el govern de la Mancomunitat d'Austràlia restringís el dret a posseir armes en col·laboració amb tots els estats. Des de llavors s'ha prohibit la tinença privada d'armes semiautomàtiques, s'ha establert un sistema de llicències estàndard i el permís d'armes queda limitat a l'acreditació de «una raó veritable» que exclou l'autodefensa.

## Antecedents
El responsable del tiroteig massiu de Port Arthur va ser Martin Bryant, un jove de 29 anys resident en un suburbi de Hobart, amb problemes de socialització i una intel·ligència limitada, raó per la qual se li va concedir una pensió per discapacitat intel·lectual. Durant un temps va estar treballant com a jardiner i així va conèixer Helen Harvey, una de les poques persones amb les que va mantenir una relació d'amistat. Quan Harvey va morir en un accident de trànsit el 1992, de què Bryant va resultar ferit com a copilot, va heretar d'ella més de mig milió de dòlars australians en béns i propietats.
El comportament de Bryant va empitjorar arran de el suïcidi del seu pare Maurice el 1993, causat per un quadre d'ansietat i depressió. Mesos abans havia intentat comprar un petit hotel anomenat Seascape, situat a la vila de Forcett, però la seva oferta no va poder competir enfront de la dels empresaris hotelers David i Sally Martin. En un primer moment va utilitzar els diners de l'herència per a fer viatges a l'estranger i col·leccionar armes, però amb el pas el temps va arribar a covar un odi contra la societat, agreujat pel consum d'alcohol i la frustració de no poder adquirit l'hotel que el seu pare havia anhelat.
Es creu que va començar a preparar el tiroteig massiu amb un mes d'antelació, influït per la massacre de Dunblane que havia succeït al març de 1996 a Escòcia. Després d'estudiar diverses opcions es va decantar per la presó colonial de Port Arthur, una de les destinacions turístiques més importants del sud de Tasmània, així com una antiga colònia penitenciària.
En aquella època Tasmània no feia registres d'armes ni sol·licitava antecedents ni tests psicotècnics per a comprar-les, per la qual cosa Bryant no va tenir problemes el 1993 per adquirir un fusell Colt AR-15, ni per a portar-lo a una botiga de reparació poques setmanes abans de l'atemptat. Tampoc no existia una política comuna sobre control d'armes perquè a Austràlia hi ha jurisdiccions territorials: els estats de Queensland i Tasmània eren els més permissius amb el dret a possessió, i el govern tasmanià havia rebutjat endurir les restriccions el 1995.

## Reconstrucció dels fets
El matí del 28 d'abril de 1996, Martin Bryant va desplaçar-se al sud-est de Tasmània en el seu cotxe, un Volvo 244, en el qual hi havia carregat un fusell semiautomàtic Colt AR-15, una escopeta automàtica, munició i un bidó de gasolina. Abans d'arribar a Port Arthur es va aturar sobre les 11.40 a l'hotel Seascape, en aquell moment sense clients. Allà va matar David i Sally Martin, els propietaris de l'hotel que el pare de Bryant no havia pogut comprar. Ambdós són considerats les dues primeres víctimes de la massacre, encara que la seva mort va ser l'última a descobrir-se. Després de cometre el crim, Bryant va tancar l'allotjament i va reprendre la seva marxa.

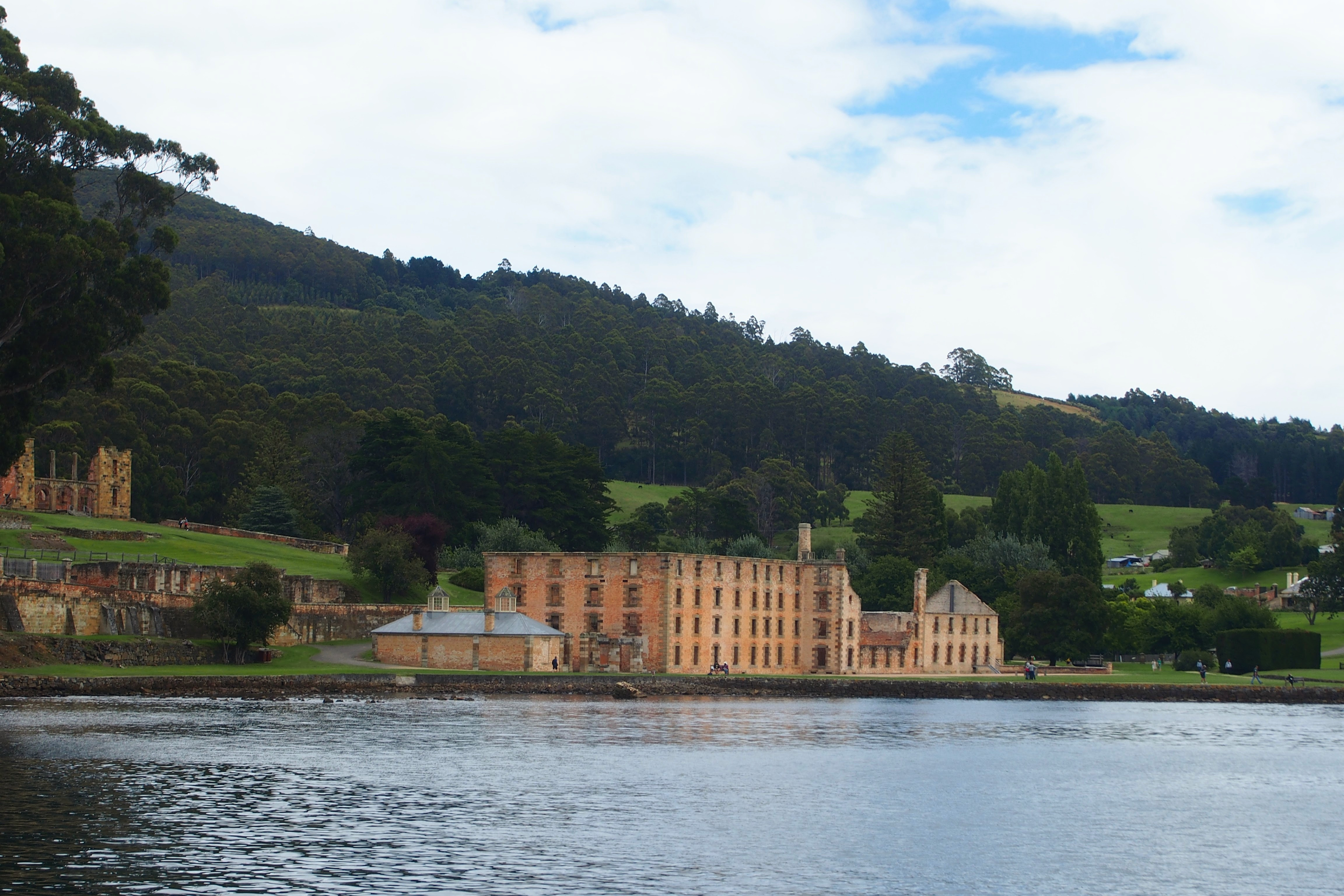
Voltants de la presó de Port Arthur, on van morir 32 de les 36 víctimes.

A les 13.00 va creuar el peatge i va pagar l'entrada per accedir a la presó colonial de Port Arthur, carregant una bossa d'esport amb armament. El penal, ubicat a la península de Tasman, era ple de turistes en diumenge.
Després d'un breu esmorzar a la cafeteria, Bryant va treure el fusell i va començar a disparar de forma indiscriminada. Alguns dels clients creien que el so del tiroteig procedia d'una recreació històrica a l'exterior, de manera que van trigar a reaccionar. En menys de trenta segons ja havien mort 12 persones i 10 més van resultar ferides. Seguidament, Bryant es va ficar a la botiga de records, on va matar 10 persones i va poder recarregar l'arma.
Alguns dels empleats van poder escapar i alertar els turistes que s'estava produint un tiroteig massiu. No obstant això, el perpetrador va optar per dirigir-se a l'aparcament i disparar contra diversos autobusos turístics que acabaven d'arribar. Després va conduir el seu cotxe, atacant pel camí a diversos testimonis, i després va assassinar als ocupants d'un BMW que acabaria robant per a creuar el peatge. En aquell moment havien mort 32 persones i altres 19 van resultar ferides.
Després de sortir de Port Arthur, Bryant es va aturar en una gasolinera i va raptar un home que estava fent gasolina. L'acompanyant, a l'interior del cotxe, va ser assassinada a l'acte. L'estació de servei estava plena de persones i el gerent va tancar les portes per posar-los fora de perill, però no va poder detenir el segrestador quan aquest es va donar a la fuga amb l'ostatge al maleter. Pel camí, Bryant va seguir disparant contra qualsevol vehicle que se es creués, fins a tornar a l'hotel Seascape sobre les 14.00 hores. Seguidament va lligar de mans al seu ostatge en una escala i va incendiar el cotxe de la fugida.
Els serveis d'emergència de la península de Tasman i la policia local usaven diferents sistemes de ràdio, de manera que les autoritats no van rebre la descripció de Bryant fins a les 13.20. A més s'ha de tenir en compte que la informació era confusa, ja que en un primer moment es creia que els propietaris del Seascape eren també ostatges. Dos policies locals es van aproximar a la zona sobre les 14.00, després de trobar un vehicle en flames similar al de l'avís, però van haver de fugir d'allà perquè el delinqüent va començar a disparar. Set hores més tard, el Grup d'Operacions Especials de Tasmània (SOG) va envoltar el perímetre i va iniciar una negociació per a guanyar temps.
Bryant va ser arrestat l'endemà, després d'haver calat foc a la casa amb la intenció de fugir, i va quedar sota custòdia policial mentre rebia tractament per les cremades. En el registre de l'establiment el SOG va descobrir els cadàvers del matrimoni Martin i el de l'únic ostatge, la autòpsia va revelar que havia estat assassinat abans de l'incendi. D'aquesta manera, la xifra final de víctimes va ascendir a 35 persones.

## Judici
El judici va tenir lloc entre octubre i novembre de 1996 amb una notable atenció mediàtica. En les primeres declaracions a la policia Bryant no només no va explicar la seva motivació per cometre la massacre, sinó que va oferir respostes contradictòries. En un primer moment va negar haver comès el tiroteig de Port Arthur, fet ràpidament desmentit pels nombrosos testimonis presencials. També va rebutjar l'assassinat dels ocupants del BMW, tot i admetre que l'havia robat. Finalment, la defensa va al·legar una presumpta alienació mental per la discapacitat intel·lectual del seu client, però l'estricta planificació que havia seguit va desmuntar aquesta teoria. La investigació va confirmar que havia actuat en solitari, sense coneixement del seu cercle més proper.
El jurat va declarar Bryant culpable de tots els càrrecs el 19 de novembre de 1996. Tres dies després el tribunal va dictar sentència en base a les nombroses acusacions d'assassinat, intent d'assassinat, lesions, assalt amb violència i incendi provocat.
Martin Bryant va ser condemnat a una pena de 35 cadenes perpètues sense revisió. Des de 2015 està empresonat en règim d'aïllament a la presó de Risdon Vale. En el codi penal australià la cadena perpètua pot revisar-se en funció del delicte comès quan passen 25 anys, però mai no s'ha aplicat en aquest cas. Tampoc no li està permès rebre visites tret de familiars directes, ni tenir accés a mitjans de comunicació.

## Conseqüències
La massacre de Port Arthur va commocionar la societat civil australiana i va ser un punt d'inflexió per a restringir la possessió d'armes. En només tres mesos, el primer ministre d'Austràlia, John Winston Howard, va impulsar l'Acord Nacional sobre Armes de Foc (National Firearms Agreement, NFA) amb la col·laboració de tots els estats de la Mancomunitat. A més d'establir un sistema estàndard de llicències, es prohibia la venda i tinença lliure de fusells i escopetes semiautomàtiques, les més utilitzades en tirotejos massius. A fi de recuperar-les, va endegar-se un programa de recompra en què es van requisar 650.000 armes. L'NFA va ser aprovat amb ampli consens polític i ha servit per reduir la taxa de crims, si bé no s'ha pogut erradicar: el 2002 va tornar a produir-se un tiroteig a la Universitat de Monash, a l'estat de Victòria, amb el resultat de dos morts i cinc ferits.
Avui dia Austràlia permet la tinença d'armes si es posseeix un permís i s'acredita «una raó veritable» que exclou l'autodefensa.
Un aspecte molt comentat en l'aprovació de l'NFA va ser l'estat mental de Bryant. L'autor de l'atemptat cobrava una pensió per discapacitat intel·lectual, i en el seu informe psiquiàtric s'apunta un quocient intel·lectual de 64 punts, molt per sota de la mitjana establerta en 90 punts. No obstant això, no tenir permís de conduir ni llicència d'armes no li va impedir tenir el seu propi vehicle ni comprar un fusell, una situació a la que es va posar fre amb la nova llei.
La presó de Port Arthur va reobrir les seves portes el maig de 1996 A més d'incrementar les mesures de seguretat, els responsables han erigit un memorial a les víctimes. Avui dia el centre rep més de 250.000 visites l'any, majoritàriament turistes nacionals, i des de 2010 ostenta el títol de Patrimoni de la Humanitat.
A dia d'avui, Port Arthur és la quarta major massacre comesa per una sola persona a nivell mundial, superada pels atemptats de Noruega de 2011 (77 morts), els crims de 1982 al comtat d'Uiryeong, Corea del Sud (57 morts), i els atemptats de Christchurch de 2019 (51 morts).